# Museo civico di Bassano del Grappa
Il Museo Civico di Bassano del Grappa, situato in Piazza Giuseppe Garibaldi a Bassano, è un museo veneto sorto nel 1828.

## Storia

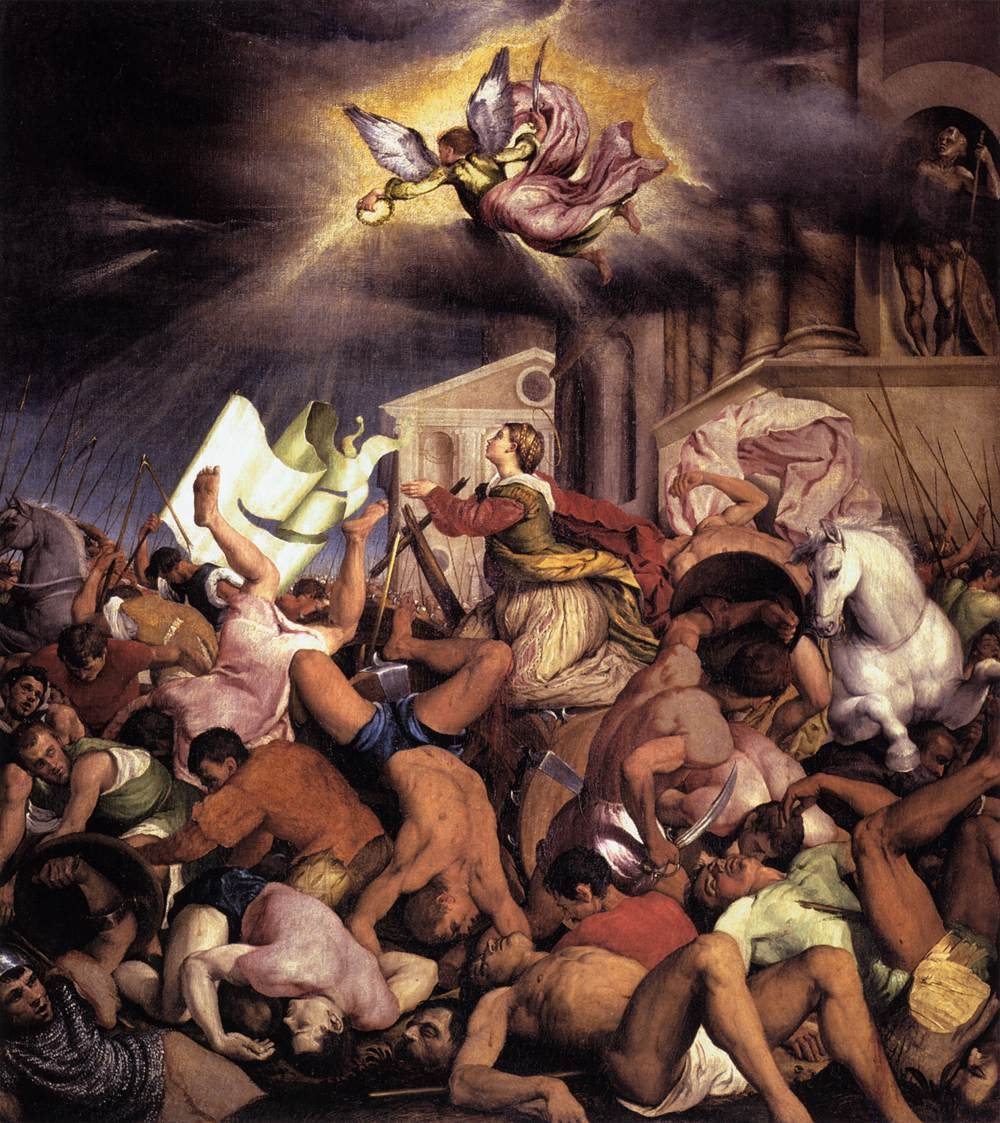
Jacopo da Ponte, Il martirio di santa Caterina d'Alessandria

A partire dal 1840 la sede del museo civico è situata nell'ex convento di San Francesco e fin da allora sono ospitate collezioni di storia naturale (erbari, raccolte entomologiche, geopaleontologiche, malacologiche, mineralogiche) e vari libri, molti dei quali lasciati dal naturalista Giambattista Brocchi. Vi sono conservati, inoltre, a dipinti di varie dimensioni, provenienti da chiese e conventi soppressi in età napoleonica, che si trovavano depositati nelle sale adiacenti al chiostro della chiesa di San Francesco a partire dal 1831.
Da allora il patrimonio del museo si è arricchito a tal punto che attualmente è possibile ammirarne solo una parte, allestita nelle sezioni archeologiche (con reperti di età paleoveneta, magnogreca, romana e medioevale), nel chiostro (lapidario di cippi, stemmi, iscrizioni, pietre tombali e frammenti architettonici a partire dal XIII secolo) e nella pinacoteca che può vantare la presenza di oltre 500 dipinti (opere pittoriche dal XIII al XX secolo).
Una particolare citazione merita il materiale relativo a Jacopo da Ponte, pittore bassanese del Cinquecento, del quale il Museo civico conserva la più grande raccolta esistente al mondo di opere, completata da una ampia documentazione dell'attività della sua bottega.
La sezione dedicata ad Antonio Canova raccoglie tremila disegni autografi, l'epistolario, la biblioteca, i bozzetti, numerosi gessi e la serie, unica, dei monocromi.
Nel giugno 2011 gli spazi del complesso furono ampliati. Esso ospita, con regolarità, mostre temporanee.